# Бункобон

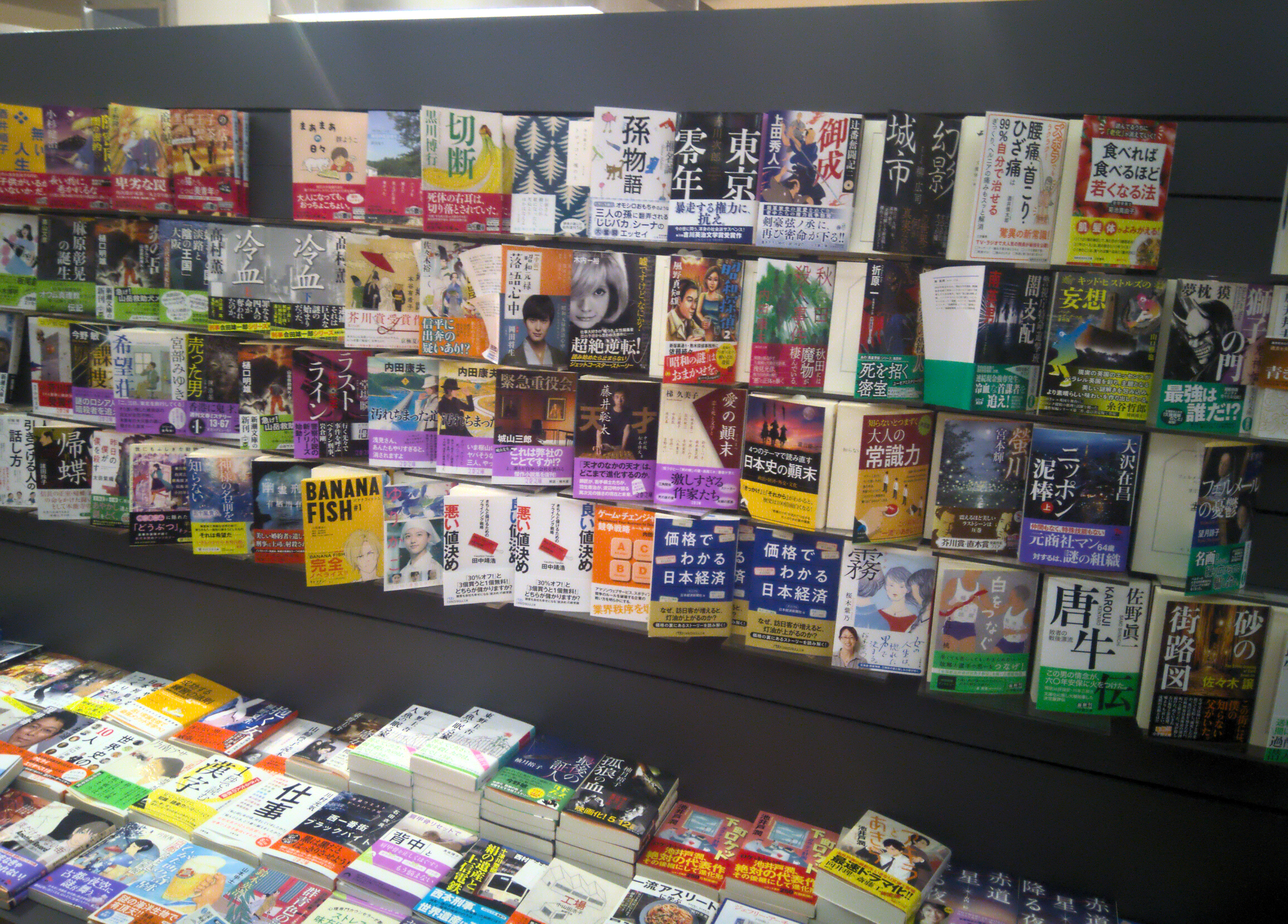
Асортимент бункобонів в книжковому магазині

У Японії бункобон (яп. 文庫本) — це книги малого формату в м'якій обкладинці, розроблені, щоб бути доступними та компактними.
Переважна більшість бункобонів мають розмір А6 (105 × 148 мм). Іноді вони проілюстровані і, як і інші японські видання в м'якій обкладинці, зазвичай мають суперобкладинку поверх звичайної. Вони використовуються для тих самих цілей, що й західні книжки масового ринку в м'якій палітурці: як правило, для дешевших видань книг, які вже були опубліковані у твердій палітурці. Однак вони зазвичай друкуються на міцному папері та в міцній палітурці, а деякі роботи спочатку публікуються у форматі бункобон.
Бункобон отримали свою назву від видавця Iwanami Shoten, який у 1927 році запустив Iwanami Bunko (Бібліотека Iwanami) — серію творів іноземних авторів. Ця серія була спрямована на те, щоб «донести класику нову та стару, сходу та заходу до найширшої можливої аудиторії». Оригінальній серії Iwanami Bunko приписують перетворення книг у Японії на доступні товари масового ринку.
Формат бункобон почав процвітати наприкінці 1920-х років після розвитку технології друку, яка дозволила масово випускати дешеві книги та журнали. Протягом цього періоду японська промисловість продовжила розвиток формату бункобон на основі книжкових форматів Universal-Bibliothek від німецької Reclam.